# Palau-del-Vidre

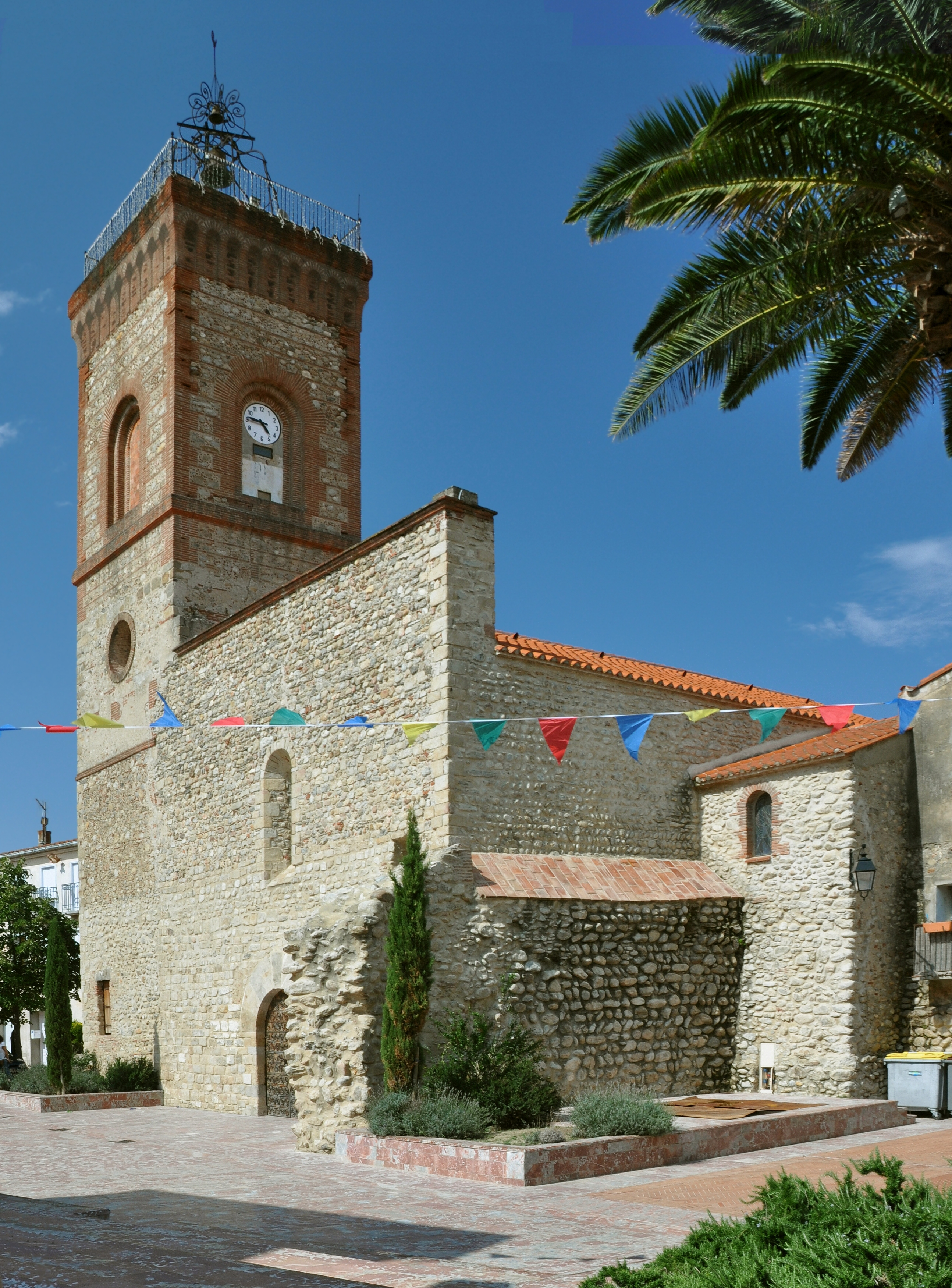
Kościół w Palau-del-Vidre, 2014

Palau-del-Vidre – miejscowość i gmina we Francji, w regionie Oksytania, w departamencie Pireneje Wschodnie.
Według danych na rok 1990 gminę zamieszkiwały 2004 osoby, a gęstość zaludnienia wynosiła 193 osoby/km² (wśród 1545 gmin Langwedocji-Roussillon Palau-del-Vidre plasuje się na 197. miejscu pod względem liczby ludności, natomiast pod względem powierzchni na miejscu 733.).

## Populacja

Populacja Palau-del-Vidre w latach 1962–2008